# Bloque Sur de las FARC-EP
El Bloque Sur de las FARC-EP fue una de las 7 subdivisiones de la guerrilla de las Fuerzas Armadas Revolucionarias de Colombia - Ejército del Pueblo (FARC-EP).

## Historia
Fue uno de los primeros bloques formado con el Frente 2 en Nariño y Putumayo y el Frente 7 inicialmente. Se extendió con el resto de sus frentes hasta las fronteras con Ecuador, Perú y Brasil. Durante los Diálogos de paz entre el gobierno Pastrana y las FARC-EP (1998 2002) contaba con aproximadamente 1.800 guerrilleros distribuidos en Trece frentes y dos compañías móviles. Fue una de las unidades de las FARC-EP que más dinero recaudó producto del narcotráfico en Colombia. Fue considerada la principal estructura militar y una de las que mayores recursos económicos aportó para el Conflicto armado interno de Colombia, después del Bloque Oriental de las FARC-EP.  Realizó numerosos combates contra las Fuerzas Militares y paramilitares, masacres, secuestros, ataques, tomas y acciones de guerra como la Toma de Patascoy (1997), la Batalla de la Quebrada El Billar (Caquetá) en 1998.
En enero de 2002 el Frente 13 disparara un cohete contra los dormitorios del Batallón Magdalena en Pitalito, Huila: 10 muertos y 34 heridos. En el 2003, El Frente 2 atacó el municipio de Funes, (Nariño): 3 muertos. En 2009 se reportó debilitados los Frentes 2 y 3; operaciones contra el Frente 13  Hasta 2008 era liderado por alias "Raúl Reyes, pero tras su muerte en la Operación Fénix en 2008 que ocasionó la crisis diplomática de Colombia con Ecuador y Venezuela. En 2010, el gobierno estadounidense acusó a Olidem Romel Solarte Cerón, de ser Jefe de la red financiera y logística del Frente 48, responsable de la distribución de drogas que trabajó con alias 'Edgar Tovar' abatido en 2009. En 2010 operativos contra el Frente 48, y fue incluido en la llamada "Lista Clinton" por el Departamento del Tesoro de los Estados Unidos por su participación en narcotráfico y lavado de activos. El Frente 48 atacó a un Escuadrón Móvil de Carabineros de la Policía Nacional: 8 policías muertos y fue bombardeado y atacado en la  Operación Fortaleza II: 22 guerrilleros muertos. El Frente 13 fue bombardeado. También en 2010, Colombia y Perú adelantaron la Operación COLPER Amazonía 2010 contra el Bloque Sur. Tras la muerte de Raúl Reyes quedó al mando de alias "Joaquín Gómez y alias "Fabián Ramírez" hasta la desmovilización de las FARC-EP en 2017. Durante el Acuerdo de paz entre el gobierno de Juan Manuel Santos y las FARC-EP se estimaba conformado por dos mil miembros.

## Área de operaciones
Se localizaba en los departamentos del Huila, Caquetá, Amazonas, Putumayo, Nariño y áreas fronterizas con Ecuador, Perú y Brasil.

## Miembros principales
| Foto | Alias                                  | Nombre                             | Jerarquía                               | Notas |
| ---- | -------------------------------------- | ---------------------------------- | --------------------------------------- | --- |
|      | Joaquín Gómez, Usuriaga                | Milton de Jesús Toncel Redondo     | Comandante del Bloque                   | Desmovilizado |
|      | Fabián Ramírez                         | José Benito Cabrera Cuevas         | Jefe del Bloque                         | Fue jefe del Bloque Sur y del Frente 14. Desmovilizado                                                                 |
|      | Raúl Reyes                             | Luis Edgar Devia Silva             | Comandante del Bloque                   | Comandante histórico del Bloque Sur, y miembro del Secretariado de las FARC-EP. Abatido en 2008 en la Operación Fénix. |
|      | ‘El Paisa'                             | Hernán Darío Velásquez Saldarriaga |                                         | Comandante de la Columna Móvil Teófilo Forero. Jefe de Disidencias de las FARC-EP.                                     |
|      |                                        | Norbey Ramírez                     | Comandante del Frente 48                | |
|      | Ramiro Durango                         |                                    | Jefe Político                           | |
|      |                                        | Martín Corena.                     | Del Frente 2                            | |
|      | 'Ovidio'                               | Vladimir Ballén                    | Jefe del Frente 2 .                     | |
|      | "Cesar" o "Lucho":                     | Luis Alfredo Urbano                | Exjefe del Frente 2                     | Capturado |
|      | "Araceli" o "Araceli Guerrero".        |                                    | Jefa del Frente 66                      | Capturada |
|      | 'Didier', o 'Víctor'                   |                                    | Jefe del Frente 66                      | Capturado |
|      | "Sonia"                                | Omaira Rojas Cabrera               | Jefa del Frente 14                      | Extraditada a Estados Unidos bajo cargos de secuestro y narcotráfico. Liberada                                         |
|      | "Hermes Capela".                       |                                    |                                         | Jefe del Frente 13. |
|      | 'Pitufo'                               | Freddy García                      | Jefe del Frente 48                      | Abatido en bombardeo.                                                                                                  |
|      | 'El Negro Mosquera'                    | Luis Emiro Mosquera                | Ideólogo del Frente 48                  | En el 2009, estuvo encargado de la liberación unilateral de militares y policías secuestrados por las FARC-EP.         |
|      | "Gentil Gómez Marín", o "Edgar Tovar". | Gabriel Ángel Lozada               | Finanzas del Frente 48                  | Del Frente 48, encargado de finanzas, abatido.                                                                         |
|      | "Lucero Palmera"                       | María Victoria Hinojosa Giraldo    | Instructora y emisora del del Frente 48 | Abatida en 2010,cabecilla de escuadra, guerrilla y reemplazante de compañía.                                           |
|      | 'Oliver'                               | Olidem Romel Solarte Cerón         | Finanzas del Frente 48                  | Jefe de red financiera y logística del Frente 48.                                                                      |
|      | "Domingo Biojó".                       | Sixto Antonio Cabaña               | Ideólogo del Frente 48                  | Abatido en 2010. |

## Estructura
El Bloque Sur de las FARC-EP estaba compuesto por 4 frentes principalmente:
- Frente 2 de las FARC-EP Antonio José de Sucre Operó en los departamentos de Putumayo y el Oriente de Nariño
- Frente 13 de las FARC-EP Cacica Gaitana Operó en el departamento de Huila, Cauca y Putumayo.[28]
- Frente 32 de las FARC-EP Ernesto Che Guevara Operó en el departamento de Putumayo
- Frente 48 de las FARC-EP Operó en el departamento de Putumayo, y la zona fronteriza entre Ecuador, Colombia y Perú.[29]

Los siguientes eran los frentes de apoyo:
- Frente 3 de las FARC-EP José Antequera Operó en el departamento de Huila
- Frente 14 de las FARC-EP José Antonio Galán Operó en el departamento de Caquetá
- Frente 15 de las FARC-EP José Ignácio Mora Operó en el departamento de Caquetá
- Frente 17 de las FARC-EP Angelino Godoy Operó en el departamento de Huila
- Frente 49 de las FARC-EP Héctor Ramírez Operó en el departamento de Caquetá y Putumayo
- Frente 61 de las FARC-EP Operó en el departamento de Huila
- Frente 63 de las FARC-EP Rodolfo Tanas Operó en los departamentos de Caquetá, Putumayo y Amazonas (Colombia)
- Frente 64 de las FARC-EP Operó en los departamentos de Putumayo y el Oriente de Nariño
- Frente 66 de las FARC-EP Joselo Losada Operó en el departamento de Huila y Tolima[30]

Contaba también con tres unidades élites
- La Columna Móvil Teófilo Forero Operó en los departamentos de Huila y Caquetá
- La Columna Móvil Rigoberto Lozada Operó en el departamento de Putumayo
- La Columna Móvil Edgar Tovar Operó en el departamento de Caquetá

Otras Unidades fueron
- Guardia de Bloque Fabián Ramírez
- Comisión Taller
- Unidad José Antonio Galán

## Delitos y finanzas
- Narcotráfico

En los municipios de Leticia, Puerto Asís y Puerto Leguízamo se incautaron insumos para producir pasta de coca. En El Encanto, La Chorrera, Cartagena del Chairá, Puerto Rico, La Montañita, San José del Fragua, San Vicente del Caguán, Solano, Valparaíso, Solita, Orito, Puerto Asís, Puerto Caicedo, Puerto Guzmán, Puerto Leguízamo, San Miguel, La Hormiga y Villagarzón se han sembrado hasta 100 hectáreas de coca. Asimismo, en Puerto Santander, Puerto Rico, Florencia, El Doncello, Orito, Puerto Asís, Puerto Caicedo, Puerto Guzmán y San Miguel se le han incautado laboratorios para el proceso de coca. Se han encontrado estupefacientes en Florencia, Orito, Puerto Asís y Puerto Leguízamo.
En abril de 2009, la Policía Nacional de Colombia le decomisó a integrantes del Frente 2 en Buesaco, 97,4 kilos de heroína, valorados en unos US$90 millones de dólares y que se calificó como el mayor cargamento de esa droga decomisado en la historia de Colombia, en ese momento. Decomiso de bienes del Bloque Sur por actividades ilegales.
- Secuestros

Los secuestros a congresistas del Huila, la familia Turbay Cote y el edificio de Miraflores, Gloria Polanco, Consuelo González del senador Luis Eladio Pérez, junto al entonces alcalde de Ipiales, Luis Alfredo Almeida, y a su conductor, del alcalde de Funes, Carlos Velasco, cuando en compañía de Mario Villota, concejal del mismo municipio asistía a una cita en una zona rural con las FARC-EP. El ingeniero Juan Antonio Giraldo Londoño secuestrado en 2010, Después de 39 días fue liberado.  El secuestro por las FARC-EP constituye el Caso 001 de la Jurisdicción Especial para la Paz.
- Masacres

San José de Fragua, Caquetá (1989) 4 muertos.
Pitalito, Huila (1997): 7 muertos
Acevedo, Huila (1999) 5 muertos.
Albania, Caquetá (2002): 4 muertos.
Campoalegre, Huila (2002): 4 muertos.
Puerto Leguízamo, Putumayo (2003): 5 muertos.
Timaná, Huila (2004) 4 muertos.
Milán, Caquetá (2005): 6 muertos.
Campoalegre, Huila (2005) 4 muertos.
Puerto Rico, Caquetá (1999) 13 muertos, (2005):7 muertos (2006): 9 muertos.
Rivera, Huila (2006)9 muertos.

## Proceso de paz y desmovilización
Zonas Veredales Transitorias de Normalización en Putumayo en la vereda La Carmelita, Puerto Asís y La Pradera.